# NGC 3921
NGC 3921 est une vaste galaxie lenticulaire située dans la constellation de la Grande Ourse. NGC 3921 a été découverte par l'astronome germano-britannique William Herschel en 1789.

## Caractéristiques
Sa vitesse par rapport au fond diffus cosmologique est de 6 067 ± 12 km/s, ce qui correspond à une distance de Hubble de 89,5 ± 6,3 Mpc (∼292 millions d'al).

### Émission de radiation ultraviolette
NGC 3921 est une galaxie dont le noyau brille dans le domaine de l'ultraviolet. Elle est inscrite dans le catalogue de Markarian sous la cote Mrk 430 (MK 430). NGC 3921 présente aussi une large raie HI.

## Paire de galaxies
Selon Vaucouleurs et Corwin, NGC 3916 et NGC 3921 forment une paire de galaxies.

## Collision galactique

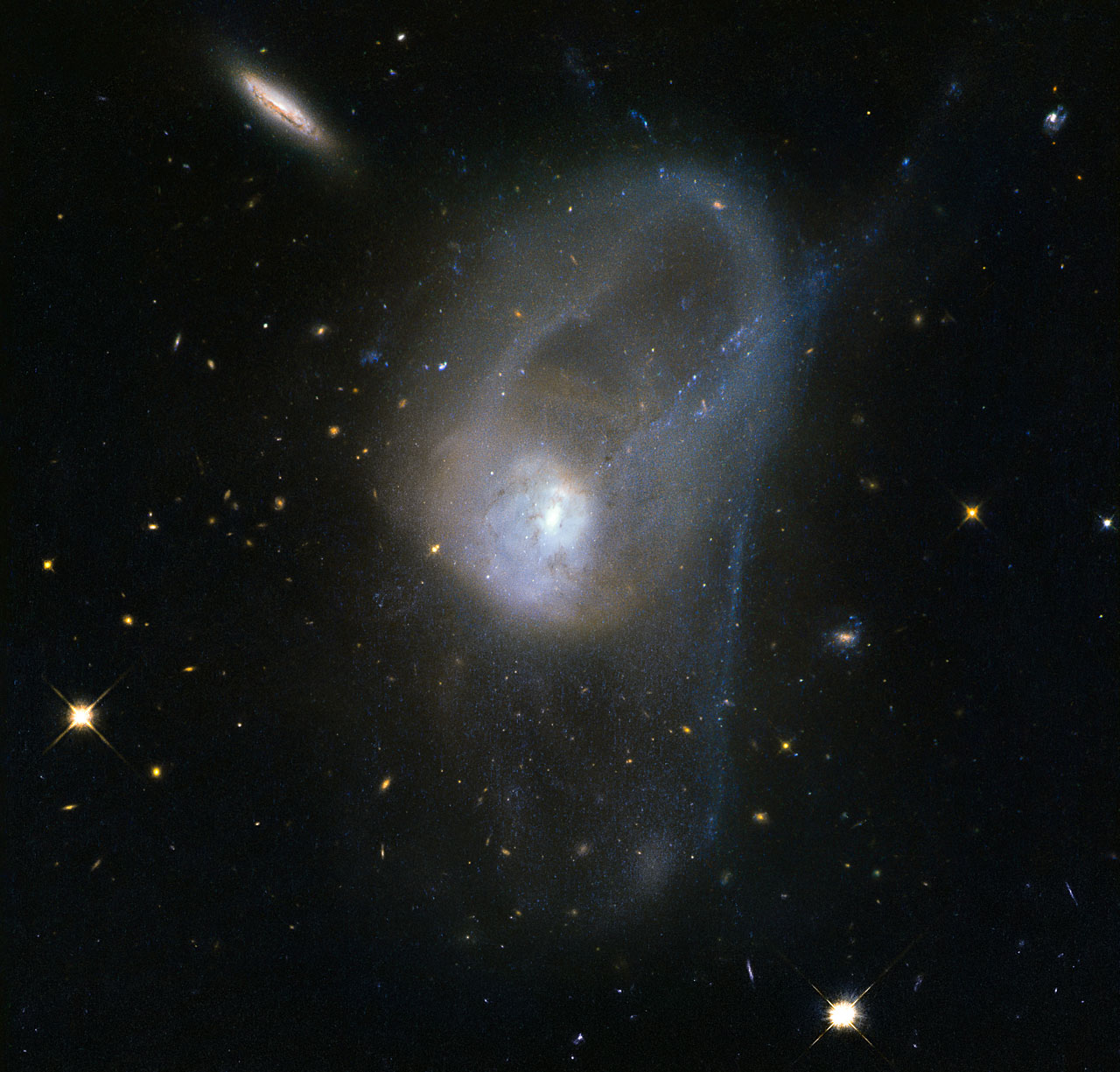
NGC 3921 par le télescope spatial Hubble.

NGC 3921 provient probablement de la fusion de deux galaxies à disque qui se serait produite il y a environ 700 millions d'années. Cette collision galactique a donné naissance à de nombreuses jeunes étoiles. Des observations réalisées avec le télescope spatial Hubble ont révélé la présence de plus d'un millier de jeunes amas ouverts dans cette galaxie. NGC 3921 est donc une galaxie à sursaut de formation d'étoiles. La déformation produite par cette collision lui a d'ailleurs valu de figurer dans l'atlas de Halton Arp.

## Émission dans le domaine des rayons X
NGC 3921 renferme également une source X ultralumineuse désignée X-2. Les observations réalisées avec le satellite Chandra ont montré que la luminosité de X-2 est de 8 × 1039 erg/s (8 × 1032 J/s).

## Amas globulaire
On a aussi observé à l'aide du télescope Keck deux amas globulaires dans cette galaxie. Leur spectre montre que leur point de sortie de la séquence principale correspond à des étoiles de type A, ce qui correspond à un âge situé entre 200 et 530 millions d'années. Ces deux amas sont donc très jeunes comparés aux amas de la Voie lactée. Les masses de ces amas sont estimées à (2,3 ± 0,1) × 106 {\displaystyle M_{\odot }} et (1,5 ± 0,1) × 106 {\displaystyle M_{\odot }}.